# Elecciones provinciales de Tucumán de 1995
Las elecciones generales de la provincia de Tucumán de 1995 tuvieron lugar el 2 de julio del mencionado año con el objetivo de escoger al Gobernador y Vicegobernador para el período 1995-1999 y a los 40 miembros de la Legislatura Provincial. Estuvieron desfasadas con respecto a las elecciones presidenciales argentinas a nivel nacional, y se celebraron pocos días antes de la toma de posesión del presidente Carlos Menem para su segundo mandato.
En medio del malestar económico durante el mandato de Ramón "Palito" Ortega, Antonio Domingo Bussi, exgobernador de facto durante la última dictadura militar, se presentó como candidato del partido Fuerza Republicana y obtuvo una amplia victoria con el 47.20% de los votos, contra el 32.08% de Olijela del Valle Rivas, del oficialista Partido Justicialista. Sin embargo, el resultado fue mixto, ya que el PJ obtuvo la victoria en las elecciones legislativas con el 43.14% de los votos y 19 de los 40 diputados, contra el 36.97% de Fuerza Republicana, que quedó segundo con 15 escaños. Otro acontecimiento destacable de los comicios fue el retorno de la Unión Cívica Radical (UCR), que luego de su decepcionante resultado en 1991, logró resurgir con un 19.21% de los votos en la elección a gobernador, con Rodolfo Martín Campero como candidato, y 16.51% en la elección legislativa, quedando en tercer lugar con 6 escaños.
Bussi asumió su mandato el 29 de octubre de 1995, junto con los legisladores electos, convirtiéndose así en el primer gobernador tucumano no perteneciente ni al peronismo ni al radicalismo elegido democráticamente, y el cuarto gobernador de facto durante alguna interrupción constitucional en Argentina en ser elegido constitucionalmente después, habiendo sido el primero Felipe Sapag en Neuquén y los segundo y tercero Roberto Ulloa en Salta, y Arnoldo Aníbal Castillo en Catamarca, siendo destacable que tres de los cuatro fueron gobernadores por partidos provinciales (excepto Castillo, perteneciente a la Unión Cívica Radical).

## Contexto
Antonio Domingo Bussi fue designado Gobernador de facto de la provincia de Tucumán el 24 de marzo de 1976, al momento de realizarse el golpe de Estado que derrocó al gobierno constitucional de María Estela Martínez de Perón e instauró una dictadura militar autodenominada Proceso de Reorganización Nacional. Ejerció el cargo hasta principios de 1978. Durante el período de gobernación de Bussi, al igual que en el resto del país, se cometieron masivas violaciones a los derechos humanos, siendo Tucumán en particular una de las provincias más castigadas por la represión. En 1983, el país retornó a la democracia y Pedro Fernando Riera, del Partido Justicialista, resultó elegido gobernador por amplio margen en el Colegio Electoral Provincial.
A pesar de los juicios en su contra por lo ocurrido durante su período de gobernación de facto, Bussi se vio beneficiado por la Ley de Punto Final, aprobada por el gobierno de Raúl Alfonsín a finales de 1986, lo que le permitió retornar a la vida política, siendo candidato a gobernador por el antiguo partido Defensa Provincial - Bandera Blanca en 1987. Debido al malestar económico durante el gobierno de Riera, el bipartidismo entre el Partido Justicialista y la Unión Cívica Radical colapsó en la provincia, ganando el radical Rubén Chebaia por un muy estrecho margen, en segundo y tercer lugar las dos facciones del peronismo dividido, con los candidatos José Domato y Renzo Cirnigliaro, y Bussi en cuarto lugar con el 18.61% de los votos. En el Colegio Electoral, donde no había una mayoría concluyente, el candidato justicialista Domato, que había quedado segundo con menos del 25% de los votos, se vio beneficiado por los electores de Bussi y Cirnigliaro, que le concedieron la victoria. Esto desató una crisis política que, sumada al malestar económico y a la falta de una mayoría legislativa que apoyase al gobernador, provocó el llamado a elecciones de convencionales constituyentes para 1989, a fin de reformar la Carta Magna provincial.
Con el radicalismo débil por el mandato de Raúl Alfonsín a nivel nacional, y el peronismo dividido en dos, el naciente bussismo, ahora bajo la bandera del partido Fuerza Republicana, obtuvo una arrolladora victoria y se quedó con la mayoría de las bancas en la Convención Constituyente. La nueva constitución provincial estableció la elección directa por simple mayoría de votos para el Gobernador, y un sistema de doble voto simultáneo (ley de lemas) para la elección de legisladores. En las elecciones provinciales de 1991, el peronismo se reunificó forzosamente para impedir la victoria de Bussi, bajo la candidatura del cantante Ramón "Palito" Ortega, que obtuvo una estrecha victoria con el 50.55% de los votos contra el 44.03% de Bussi, quien denunció fraude electoral. La división del peronismo quedó evidenciada en la enorme cantidad de sublemas presentados en las elecciones legislativas, con veinticuatro listas diferentes. Fuerza Republicana fue el segundo partido con más escaños, con 18 contra 20 del peronismo, lo que posicionó a Bussi como principal opositor en detrimento del radicalismo. Además, Fuerza Republicana tomó el control de la mayoría de los municipios, incluyendo San Miguel de Tucumán. En encuestas realizadas en años posteriores, casi el 50% de los entrevistados declaró haber votado por Ortega solo por su rechazo a Bussi. Sin embargo, el gobierno de Ortega no logró mejorar la situación económica, y la popularidad y aceptación del exgobernador de facto se incrementaron notoriamente a lo largo de la primera mitad de la década de 1990. El peronismo presentó nuevamente una candidatura única, de Olijela del Valle Rivas, mientras que el radicalismo concurrió con Rodolfo Martín Campero. El lema electoral de Bussi fue "la fuerza moral de los tucumanos", utilizado también en 1991.

## Resultados

### Goberandor y vicegobernador
|  | 47,20 % |

|  | 32,08 % |

|  | 19,21 % |

|  | 1,05 % |

|  | 0,18 % |

|  | 0,10 % |

|  | 0,08 % |

|  | 0,06 % |

|  | 0,05 % |

|  | 97,91 % |

|  | 1,36 % |

|  | 0,73 % |

|  | 100 % |

|  | 76,23 % |

### Legislatura Provincial
|  | 43,14 % |

|  | 36,97 % |

|  | 16,51 % |

|  | 2,77 % |

|  | 0,22 % |

|  | 0,16 % |

|  | 0,09 % |

|  | 0,06 % |

|  | 0,05 % |

|  | 0,01 % |

|  | 97,74 % |

|  | 1,80 % |

|  | 0,46 % |

|  | 100 % |

|  | 73,02 % |